# Unione Sportiva Palermo 1922-1923
Questa voce raccoglie le informazioni riguardanti l'Unione Sportiva Palermo nelle competizioni ufficiali della stagione 1922-1923.

## Stagione
In questa stagione si assiste alla prima di una lunga serie di fusioni intersocietarie: ai primi di gennaio, ad unirsi ai rosanero è l'U.S. Leoni, un gruppo di giovanissimi calciatori di Piazza Leoni (a Palermo) guidati dal gelataio Girolamo Petrolo e che avrebbe dovuto prendere parte al nuovo campionato siciliano di Prima Divisione.
Il risultato di questa unione, avvenuta dunque a calendario già compilato, fu quello di mettere insieme una squadra competitiva capace di fronteggiare a testa alta gli avversari.
Il Palermo prende parte a un nuovo e riunificato campionato di Prima Divisione, ragione per cui lasciò, nell'estate precedente con il Compromesso Colombo, la Confederazione Calcistica Italiana, affiliandosi alla FIGC. Il girone della sezione siciliana di Prima Divisione fu però annullato, dalla giustizia sportiva, per irregolarità negli accordi fra le società nella definizione del calendario ufficiale. Comunque il raggruppamento, composto da Libertas, Palermo e Messina, sotto il profilo sportivo si era rivelato equilibrato, al punto tale da vedere tutte e tre le compagini classificarsi a pari punti e che era necessario disputare degli spareggi. Ci si avvalse così di una ripetizione attraverso l’odierno sistema del triangolare, disposta dalla Lega Sud nell'aprile 1923, obbligando le squadre a giocare un girone di sola andata con partite uniche in campo neutro, visti anche i tempi ristretti dalla manifestazione.
Il Palermo, in quello stesso mese, perde entrambe le sfide per 2-0 con i concittadini della Libertas (partita giocata a Trapani) e contro il Messina (partita inizialmente da disputare a Napoli e poi giocata a Messina per volere dello stesso Palermo), venendo eliminato dalla competizione.
L'annata 1922-23 non si presentava sotto buoni auspici.
Diversi atleti svestirono la casacca rosanero e, per ragioni di lavoro, si allontanarono dalla città.
La perdita più rilevante fu quella dell'attaccante Bowden, direttore della sede "Anchor-Line" che venne richiamato in Inghilterra per ricoprire un incarico di maggiore responsabilità.
Il capitano Pietro Quartana trasferì la sua azienda a Milano. Giovanni Frangipane era stato chiamato alle armi ed inviato a Bari.
Al Palermo, quindi, vennero a mancare tre elementi di prima squadra e uno stuolo di riserve importanti.

## Rosa
| N. |                        | Ruolo | Calciatore |
| -- | ---------------------- | ----- | ---------- |
|    | Italia (bandiera)      | P     | De Lucia   |
|    | Italia (bandiera)      | D     | Mannino    |
|    | Italia (bandiera)      | D     | Bottega    |
|    | Italia (bandiera)      | C     | Nuvolari   |
|    | Italia (bandiera)      | C     | Urso       |
|    | Italia (bandiera)      | C     | Quartana   |
|    | Italia (bandiera)      | C     | Sichera    |
|    | Italia (bandiera)      | C     | Palazzolo  |
|    | Italia (bandiera)      | C     | Severino   |
|    | Italia (bandiera)      | A     | Righi      |
|    | Inghilterra (bandiera) | A     | Bowden     |

| N. |                   | Ruolo | Calciatore  |
| -- | ----------------- | ----- | ----------- |
|    | Italia (bandiera) | A     | Carollo     |
|    | Italia (bandiera) | A     | Scavo       |
|    | Italia (bandiera) | A     | Ferro       |
|    | Italia (bandiera) | A     | Aliotta     |
|    | Italia (bandiera) | A     | Gorgone     |
|    | Italia (bandiera) |       | Accardi     |
|    | Italia (bandiera) |       | Imbornone   |
|    | Italia (bandiera) |       | Enzo Leone  |
|    | Italia (bandiera) |       | Mario Leone |
|    | Italia (bandiera) |       | De Fiore    |

## Risultati

### Prima Divisione

#### Girone di andata
| Messina 14 gennaio 1923 1ª giornata | Messina                 | 0 – 0 | Palermo | Campo "Enzo Geraci" alla Cittadella\| Arbitro: \| Gregorio (Furci Siculo) \| |
| Arbitro:                            | Gregorio (Furci Siculo) |       |         |                                                                              |

| Arbitro: | Cannistraci (Messina) |

|             |           |            |
| Leone I 43’ | Marcatori | 32’ Povero |

#### Girone di ritorno
| Arbitro: | Gregorio (Furci Siculo) |

|                               |           |              |
| Leone I 3’ Aliotta 35’ (rig.) | Marcatori | 13’ La Bruna |

| Arbitro: | Barra (Napoli) |

|                                |           |                         |
| Negri II 10’, 62’ Monaco I 16’ | Marcatori | 65’ (rig.), 87’ Aliotta |

#### Ripetizione
| Arbitro: | Senes (Napoli) |

|                 |           |  |
| Povero 37’, 85’ | Marcatori |  |

| Arbitro: | Senes (Napoli) |

|                          |           |  |
| Stracuzzi 70’ Tranfo 88’ | Marcatori |  |

## Statistiche

### Statistiche di squadra
| Competizione                                      | Punti | In casa | In casa | In casa | In casa | In casa | In casa | In trasferta | In trasferta | In trasferta | In trasferta | In trasferta | In trasferta | Totale | Totale | Totale | Totale | Totale | Totale | DR |
| Competizione                                      | Punti | G       | V       | N       | P       | Gf      | Gs      | G            | V            | N            | P            | Gf           | Gs           | G      | V      | N      | P      | Gf     | Gs     | DR |
| ------------------------------------------------- | ----- | ------- | ------- | ------- | ------- | ------- | ------- | ------------ | ------------ | ------------ | ------------ | ------------ | ------------ | ------ | ------ | ------ | ------ | ------ | ------ | -- |
| Prima Divisione - Sezione siciliana               | 4     | 2       | 1       | 1       | 0       | 3       | 2       | 2            | 0            | 1            | 1            | 2            | 3            | 4      | 1      | 2      | 1      | 5      | 5      | 0  |
| Prima Divisione - Sezione siciliana - ripetizione | 0     | 0       | 0       | 0       | 0       | 0       | 0       | 0            | 0            | 0            | 0            | 0            | 0            | 2      | 0      | 0      | 2      | 0      | 4      | −4 |

### Statistiche dei giocatori
| Giocatore | Prima Divisione | Prima Divisione |
| Giocatore | Presenze        | Reti            |
| --------- | --------------- | --------------- |
| Accardi   | 2               | 0               |
| Aliotta   | 6               | 3               |
| De Lucia  | 6               | -9              |
| Di Fiore  | 6               | 0               |
| Ferro     | 4               | 0               |
| Gorgone   | 5               | 0               |
| Leone I   | 6               | 2               |
| Mannino   | 4               | 0               |
| Nuvolari  | 4               | 0               |
| Righi     | 3               | 0               |
| Severino  | 6               | 0               |
| Sichera   | 6               | 0               |
| Trabucco  | 3               | 0               |
| Urso III  | 5               | 0               |